# Jorge Tupou I
Jorge Tupou I (Kahoua, c. 1797 – Nukuʻalofa, 18 de fevereiro de 1893), originalmente Tāufaʻāhau I, foi o fundador e rei do Reino de Tonga. Ainda hoje é uma figura muito importante na história de seu país, sendo o fundador da Casa de Tupou e ancestral direto do atual rei Tupou VI. Seu nome ocidental se deve á uma homenagem ao rei Jorge III do Reino Unido e á aliança que fez com os britânicos evitando do país se tornar uma colônia do Reino Unido.

## Primeiros Anos
Jorge Tupou I ou Tāufaʻāhau I nasceu aproximadamente em 1797, na aldeia de Kahoua, na ilha de Togatapu. Não se sabe a data correta do nascimento do monarca, embora seja creditada como o dia 4 de dezembro por ser o mesmo dia de sua coroação. Seu pai era Tupouto'aʻ, que aspirava ser o 17º Tuʻi Kanokupolu do Império Tonga, mas ele não foi reconhecido como tal pelos altos chefes de Tongatapu, pois era visto como um usurpador de baixo nível de Haʻapai.. Sua mãe, Hoamofaleono, sentiu que sua vida e de seu filho estavam em risco em Tongatapu, então ela fugiu com seu filho para Haʻapai, provavelmente no ano em que Jorge nasceu. Sua história, assim como a história de seu filho Maeakafa, é rastreada de maneira mais confiável até a Ilha Haʻapai. 
A grávida Hoamofaleono sentiu-se insegura em Tongatapu, quando estava prestes a dar à luz uma criança cujo pai, Tupouto'a, era o principal adversário de seu clã (Ha'a Havea Lahi). Tupouto'a estava em Ha'apai para matar Tupounia e 'Ulukalalapara vingando-se do assassinato de seu pai, Tuku'aho. O chefe Tuku'aho era cruel e temido por todos, inclusive pelos chefes de Ha'a Havea Lahi, devido a atos como a queima de Fangale'ounga, uma colônia Vaini de Ma'afutuku'i'aulahi. Niukapu, um chefe de Tongatapu, fugiu para Ha'apai sob a proteção do Ha'atalafale Tu'ipelehake. Esses chefes apoiaram Tupou Moheofo, instalado como Tu'i Kanokupolu, em vez do pai de Tuku'aho, Mumui. A retribuição de Tuku'aho a Ha'a Havea foi considerada, apesar de Niukapu não fazer parte do clã, como um rebaixamento do poder e uma demonstração de desrespeito às fronteiras territoriais. Desde então, os irmãos e descendentes de Tuku'aho têm sentimentos antagônicos em relação aos de Ha'a Havea. 

## Reinado e Lutas pelas Unificação de Tonga

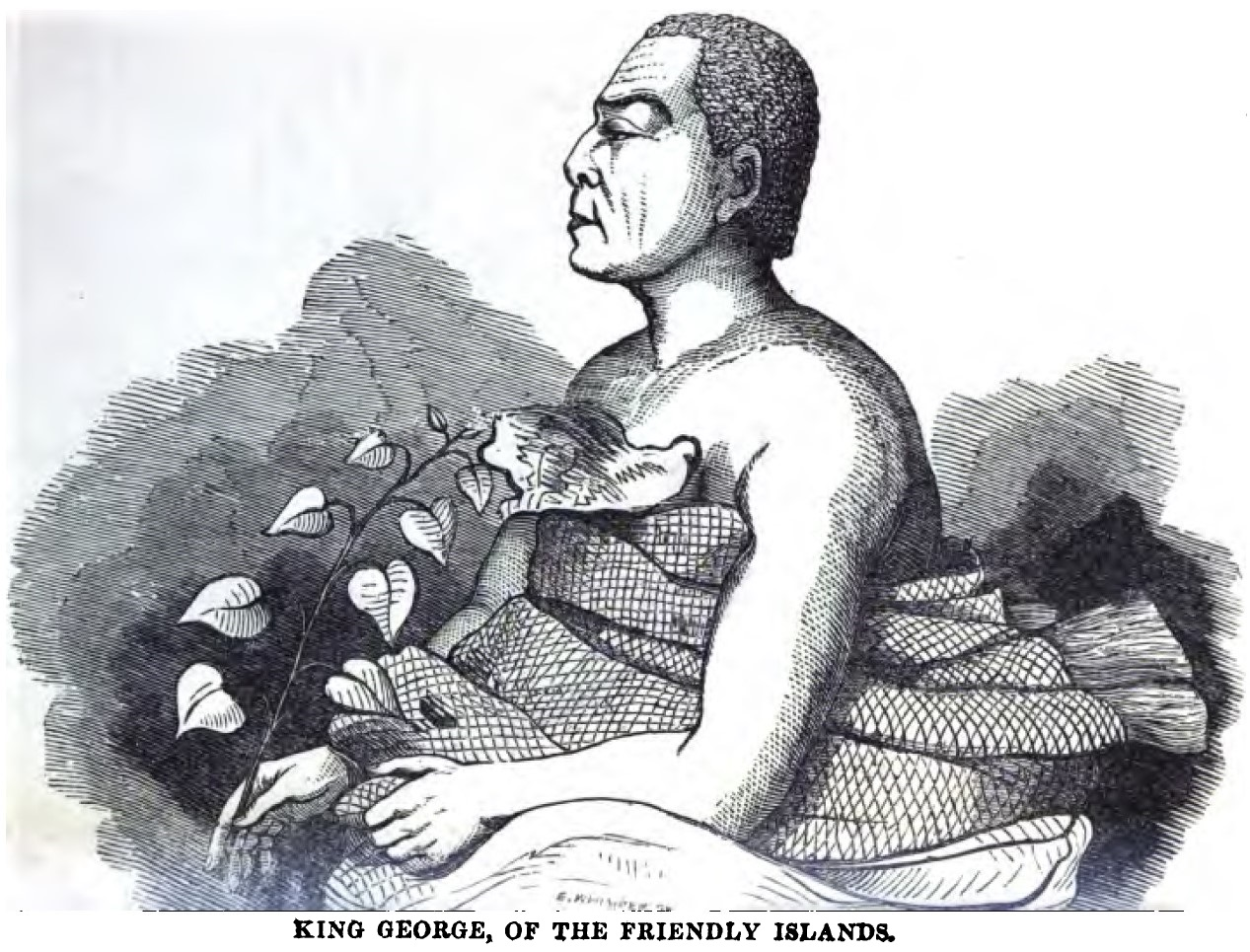
Pintura de Jorge Tupou I em 1852.

Jorge Tupou foi estabelecido como Tu'i Haʻapai (Chefe) antes da morte de seu pai em 1820. Ele herdou os conflitos com os senhores de Tongatapu, em particular com Laufilitonga , o último Tuʻi Tonga , que tentou estender seu papel como líder espiritual em algo mais político e contestou Tāufaʻāhau em Haʻapai. O ponto culminante dessa luta foi a Batalha de Velata, em 1826, na qual Laufilitonga foi derrotada. Um aliado importante nessa batalha foi o chefe de Haʻafeva. 
Agora estava claro que Tāufaʻāhau era muito ambicioso e queria mais do que o poder apenas em Haʻapai. Para detê-lo, em 1827, os chefes de Tongatapu transformaram Laufilitonga em Tuʻi Tonga e o tio de Tāufa Legadoem em Tuʻi Kanokupolu, impedindo uma invasão de ilha, pois a luta contra os membros da família era vista como uma maldita na tradição tonganesa. Apesar disso, no seu batismo cristão em 1831, Tāufa se declarou rei George de Tonga, em homanegem ao rei Jorge III do Reino Unido.  
Sua próxima conquista resultou de seus relacionamentos com Fīnau ʻUlukālala III , o governante de Vava'u . Ele se tornou o Tuʻi Vavaʻu após a morte de Finau em 1833. Dedicou Tonga (isto é, Pouono em Vavaʻu) a Deus em 1839, assegurando o apoio dos missionários.
Durante a década de 1830, ele residiu em Vavaʻu, em Veitatalo. Tongatapu, por outro lado, sofreu uma guerra civil cruel com os chefes locais lutando entre si. Tāufaʻāhau lançou ataques a Tongatapu com seus ferozes guerreiros de Haʻapai e Vavaʻu, os Tautahi (guerreiros do mar). No entanto, não foi até a morte de Aleamotuʻa naquele ano, que ele teve uma desculpa para conquistar Tongatapu. Os chefes foram forçados a obedecê-lo e ele foi instalado como Tuʻi Kanokupolu em Kolovai em 4 de dezembro. Niuafoʻou e Niuatoputapu seguiriam depois. 'Eua nunca foi conquistada por Tāufaʻāhau. No entanto, foi Kauvakauta de 'Eua quem conquistou o poderoso Kolo Tau o Velata em Ha'apai e ajudou Tāufaʻāhau com armas e munições para suas guerras em Tonga.
Em 1852, o último chefe independente, Takai Mo Fa'e, caiu e Tāufa se tornou o líder indiscutível das ilhas de Tonga. Seu governo viu muitas mudanças na política tonganesa . Ele aboliu a servidão em Vavaʻu em 1835 e publicou o Código Vavaʻu em 1838, as primeiras leis escritas em Tonga. No entanto, ele não aboliu oficialmente a servidão em todos os lugares de Tonga. Ele abriu o primeiro parlamento até 4 de junho de 1862, que ainda é um feriado público chamado Dia da Emancipação, em Tonga. 
Ele fez de Pangai Ha'apai a primeira capital de seu reino em 1845. Em seguida, mudou-se para Nukuʻalofa em 1851 (residiu em Lifuka de 1845 a 1851). Em 4 de novembro de 1875 (também feriado), a constituição foi promulgada e Tonga tornou-se oficialmente um reino. Siaosi então tomou o nome de George Tupou I, rei de Tonga. Por esse motivo, 1845 e 1875 são citados como o início de seu reinado. 
Ele morreu em18 de fevereiro d1893 aos 95 anos, depois de nadar no mar perto de seu palácio e contrair uma doença, devido a sua avançada idade. Ele foi enterrado no Cemitério Real Novo em Malaʻekula . Seus filhos o haviam predestinado, então ele foi sucedido por seu bisneto duas vezes sobre Jorge Tupou II - o filho da filha ( Elisiva Fusipala Taukiʻonetuku ) de seu filho ( Tēvita ʻUnga ) e o filho (Siaʻosi Fatafehi Toutaitokotaha) de sua filha ( Salote Pilolevu Mafileʻo). 

## Legado
Devido à liderança do rei Siaosi I, a história de Tonga é bem diferente da de outras ilhas da Polinésia, que foram conquistadas pelo Reino Unido ou pela França. Ele era um homem com quem as forças estrangeiras conversavam em pé de igualdade, o que protegia Tonga da colonização. 
Durante sua viagem à Austrália e Nova Zelândia em 1853, ao perguntar sobre os mendigos que ele viu, foi informado que eles não podiam trabalhar porque não tinham terra. Isso levou à constituição afirmando que as terras em Tonga só podiam ser dadas a tonganeses nascidos na natureza e não vendidas a pessoas de fora, como ainda é o caso hoje.